# Wornauka
Wornauka (biał. Ворнаўка; ros. Ворновка, Wornowka) – wieś na Białorusi, w obwodzie homelskim, w rejonie kormańskim, w sielsowiecie Wornauka, nad Sożem i przy drodze republikańskiej R30.